# Bacuag, Surigao del Norte
Bacuag là một đô thị hạng 5 ở tỉnh Surigao del Norte, Philippines. Theo điều tra dân số năm 2000, đô thị này có dân số 12.206 người trong 2.333 hộ.
Đô thị Bacuag tọa lạc dọc theo bờ biển đông bắc Mindanao, dọc theo phần phía đông của tỉnh Surigao del Norte.

## Các đơn vị hành chính
Bacuag được chia thành 9 barangay.
- Cabugao
- Cambuayon
- Campo
- Dugsangon
- Pautao
- Payapag
- Poblacion
- Pungtod
- Santo Rosario